# Gudbrand Skatteboe
Gudbrand Guldbrandsen Skatteboe (Øystre Slidre, 18 luglio 1875 – Øystre Slidre, 3 aprile 1965) è stato un tiratore a segno norvegese.

## Palmarès

### Olimpiadi
- 3 medaglie:
  - 1 oro (Londra 1908 nella carabina libera a squadre)
  - 2 argenti (Stoccolma 1912 nella carabina libera a squadre; Anversa 1920 nella carabina libera a squadre)